# Shion Niwa
Shion Niwa (丹羽 詩温 Niwa Shion?)

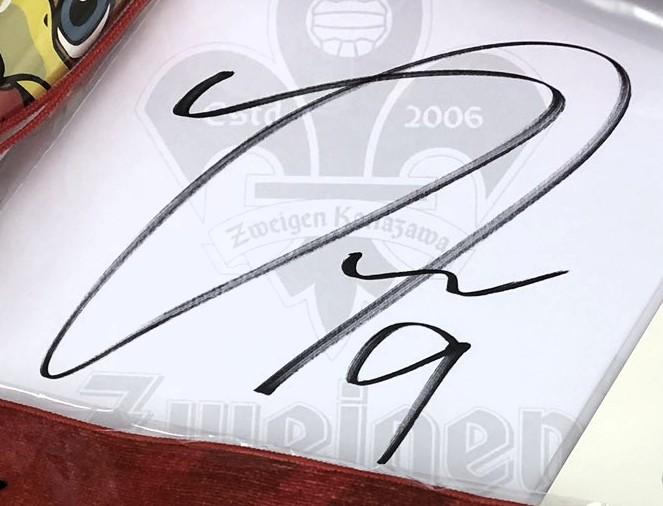
Niwas autograf

, född 18 juni 1994, är en japansk fotbollsspelare.
Niwa började sin karriär 2017 i Ehime FC.